# Терлс
Терлс (енгл. Thurles, ир. Durlas Éile) је значајан град у Републици Ирској, у јужном делу државе. Град је у саставу округа округа Типерари, где је значајно средиште.

## Географија
Град Терлс се налази у јужном делу ирског острва и Републике Ирске и припада покрајини Манстер. Град је удаљен 150 km југозападно од Даблина. 
Типерари је смештен у бреговитом подручју јужне Ирске, на реци Шур. Надморска висина средишњег дела града је око 100 m.
Клима: Клима у Терлсу је умерено континентална са изразитим утицајем Атлантика и Голфске струје. Стога град одликује блага и веома променљива клима.

## Историја
Подручје Терлса било насељено већ у време праисторије.
Терлс је од 1921. године у саставу Републике Ирске. Опоравак града започео је тек последњих деценија, када је град поново забележио развој и раст.

## Становништво
Према последњим проценама из 2011. године. Терлс је имао близу 8 хиљада становника. Последњих година број становника у граду лагано расте.
- Трг слободе у Терлсу
- Саборна црква успења Пресвете Богородице
- Градски стадион